# Baron Moyne

Wappen der Barone Moyne

Baron Moyne, of Bury St Edmunds in the County of Suffolk, ist ein erblicher britischer Adelstitel in der Peerage of the United Kingdom.

## Verleihung
Der Titel wurde am 21. Januar 1932 an den britischen Politiker und späteren Staatsminister für den Nahen Osten, Walter Guinness verliehen. Guinness war der dritte Sohn von Edward Cecil Guinness, 1. Earl of Iveagh.

## Liste der Barone Moyne (1932)
- Walter Edward Guinness, 1. Baron Moyne (1880–1944)
- Bryan Guinness, 2. Baron Moyne (1905–1992)
- Jonathan Bryan Guinness, 3. Baron Moyne (* 1930)

Titelerbe (Heir apparent) ist der Sohn des aktuellen Barons, Hon. Valentine Guy Bryan Guinness (* 1959).